# 黨外在野大聯盟
黨外在野大聯盟為前立法委員鄭麗文創建的一個政治組織，2025年6月11日於台大校友會館舉辦成立大會。

## 理念
據鄭麗文所指，黨外在野大聯盟並非為了大罷免而成立，而是希望能在未來關鍵的3到5年重現黨外精神，團結所有力量、捍衛台灣民主。

## 發起人
- 王惠珀（前衛福部藥政處長）
- 包正豪（淡大全球政治經濟學系教授兼國際事務學院院長）
- 何思慎（輔大日文特聘教授）
- 吳永毅（台灣智庫辦公室主任）
- 林子文（秋鬥總指揮）
- 施正鋒（東華大學民族發展與社會工作學系退休教授）
- 孫立群（前行政院發言人）
- 高思博（中華人權協會理事長）
- 區桂芝（高中老師）
- 郭正亮（前民進黨籍立委）
- 郭耀中（台灣民主實踐研究工作室執行長）
- 陳之漢（館長）
- 陳保基（前農委會主委）
- 陳培哲（中研院院士）
- 傅大為（陽明交通大學退休教授）
- 馮建三（政大新聞系退休教授）
- 黃國鐘（人權律師）
- 黃德北（世新社發所退休教授）
- 葉匡時（前交通部長）
- 詹澈（農運詩人）
- 廖元豪（政大法律學系副教授）
- 鄭村棋（老黨外，社運人士）
- 鄭麗文（前立法委員）
- 盧思岳（台灣社造聯盟榮譽理事長）
- 蕭旭岑（馬英九基金會執行長）
- 蘇偉碩（反萊豬醫師）
- 開放政黨實驗室[3]

## 資料來源
1. 1 2  劉冠廷. . 中央社. 2025-06-11  [2025-06-11].
2. ↑  鄭媁. . 聯合報. 2025-06-11  [2025-06-11].
3. ↑  . 聯合新聞網. 2025-06-09  [2025-06-11] （中文）.